# 럭스젠
럭스젠 자동차 회사(Luxgen Motor Co., Ltd)는 중화민국의 자동차 회사이다. 먀오리 현 싼이향 시에 본사를 두고 있으며, 위롱 자동차 회사가 100% 지분을 가지며 자회사로 2009년 1월 설립했다. 생산은 항저우시에 있는 동펑 위롱 자동차 회사가 2010년 하반기부터 생산하고 있다. 럭스젠 제품들은 위롱 자동차 회사의 또 다른 자회사인 HAITEC에서 개발하고 있다.
럭스젠에서 생산하는 자동차는 내수용과 수출용으로 판매되고 있으며, 회사의 슬로건은 "Think Ahead"이다.
2011년에는 럭스젠이 지역에서 생산된 자동차 브랜드 중에서 J.D. Power Customer Service Index(CSI) 최고점을 받은 바 있다.

## 같이 보기
- 대만의 기업 목록